# Hovedorganisation
En hovedorganisation eller faglig hovedorganisation er en sammenslutning af foreninger på arbejdsmarkedet. Såvel lønmodtager- som arbejdsgiversiden er inddelt i hovedorganisationer.  

## Arbejdstagere
Oftest bruges begrebet på arbejdstagersiden, hvor de allerfleste fagforbund er sluttet sammen i en af de to hovedorganisationer FH og Akademikerne (AC). Normalt regner man udover disse to også Lederne som en hovedorganisation, sådan at der er i alt tre hovedorganisationer på lønmodtagersiden. (Inden LO's og FTF's fusion til FH i 2018 regnede man med fire hovedorganisationer.) Baggrunden for, at Lederne regnes for en hovedorganisation, selvom den er betydelig mindre end de to øvrige og ikke på samme måde er opbygget af medlemmer, der selv er fagforbund, er blandt andet, at organisationen på linje med de to andre har selvstændigt sæde i Beskæftigelsesrådet og andre råd og udvalg, hvor hovedorganisationerne er repræsenterede. Lederne indtager dog naturligt en lidt anden rolle i forhold til arbejdsgiverne end de øvrige lønmodtagerorganisationer; deres medlemmer indgår således på arbejdsgiversiden i samarbejdsudvalgene.
Hovedorganisationerne kan indgå hovedaftaler og andre aftaler om generelle spørgsmål som f.eks. arbejdstid, retningslinjer for forhandlinger mv., men har typisk ikke ansvar for de egentlige overenskomstforhandlinger, som de enkelte fagforbund eller evt. karteller står for.
Ordet hovedorganisation bør ikke forveksles med ordet centralorganisation, der – anvendt på arbejdsmarkedsforhold – oftest henviser til sammenslutninger af fagforbund eller dele heraf, der forhandler en fælles overenskomst indenfor en branche (f.eks. CO-Industri; en sådan sammenslutning benævnes også kartel). Et fagforbund som Danmarks Lærerforening er således på en gang medlem af Lærernes Centralorganisation, der forhandler overenskomster, og hovedorganisationen FH, der varetager medlemmernes interesser i forhold til det arbejdsmarkedspolitiske og politiske system, f.eks. i arbejdet i en række råd og udvalg, ved trepartsforhandlinger og høringer i forbindelse med lovforslag.

### Hovedorganisationernes medlemstal
| Organisation | Medlemstal |
| ------------ | ---------- |
| FH           | 1.064.465  |
| Akademikerne | 292.683    |
| Lederne      | 110.726    |

Hovedorganisationernes medlemstal 31. december 2020 er opgjort af Danmarks Statistik. 

## Arbejdsgivere
Blandt arbejdsgiverne findes to hovedorganisationer: Dansk Arbejdsgiverforening (DA), der er langt den største, og Finanssektorens Arbejdsgiverforening (FA). Indtil juli 2012 fandtes også  SALA (Sammenslutningen af Landbrugets Arbejdsgiverforeninger), som nu er integreret i DA. Derudover er der Kooperationen, der repræsenterer de kooperative virksomheder og bl.a. har egen hovedaftale med FH.

## Andre anvendelser af begrebet
Ordet hovedorganisation anvendes til tider også i andre sammenhænge, der ikke omhandler arbejdsmarkedets forhold, f.eks. i sætninger som "Dansk Atletik Forbund er hovedorganisation for atletik i Danmark" eller "skakkens hovedorganisation FIDE".